# Фони тис Флоринис
„Фони тис Флоринис“ (на гръцки: «Φωνή της Φλωρίνης», в превод Лерински глас) е гръцки седмичен вестник, издаван в град Лерин (Флорина), Гърция. 

## История
Първият брой на вестника излиза на 17 март 1962 година. Основател на вестника е Асмула Теодору Восду. Собственик, редактор и директор е Теодорос Леондиу Восду, който преди това работи в „Елиники Фони“.
В 2003 година вестникът получава награда от Атинската академия. Логото на вестника е дело на художника Илияс Византис.